# Gare de Genève-Champel
La gare de Genève-Champel est une gare ferroviaire suisse desservie par quatre lignes du réseau express régional franco-valdo-genevois dit « Léman Express », située dans le quartier de Champel à Genève (canton de Genève). Située sur le CEVA, la ligne ferroviaire entre Genève et Annemasse (France) ouverte au service le 15 décembre 2019, elle est desservie par le Léman Express.

## Situation ferroviaire
Établie en souterrain à 410 mètres d'altitude, la gare de Genève-Champel est située sur le CEVA entre les gares de Lancy-Bachet et de Genève-Eaux-Vives.

## Histoire

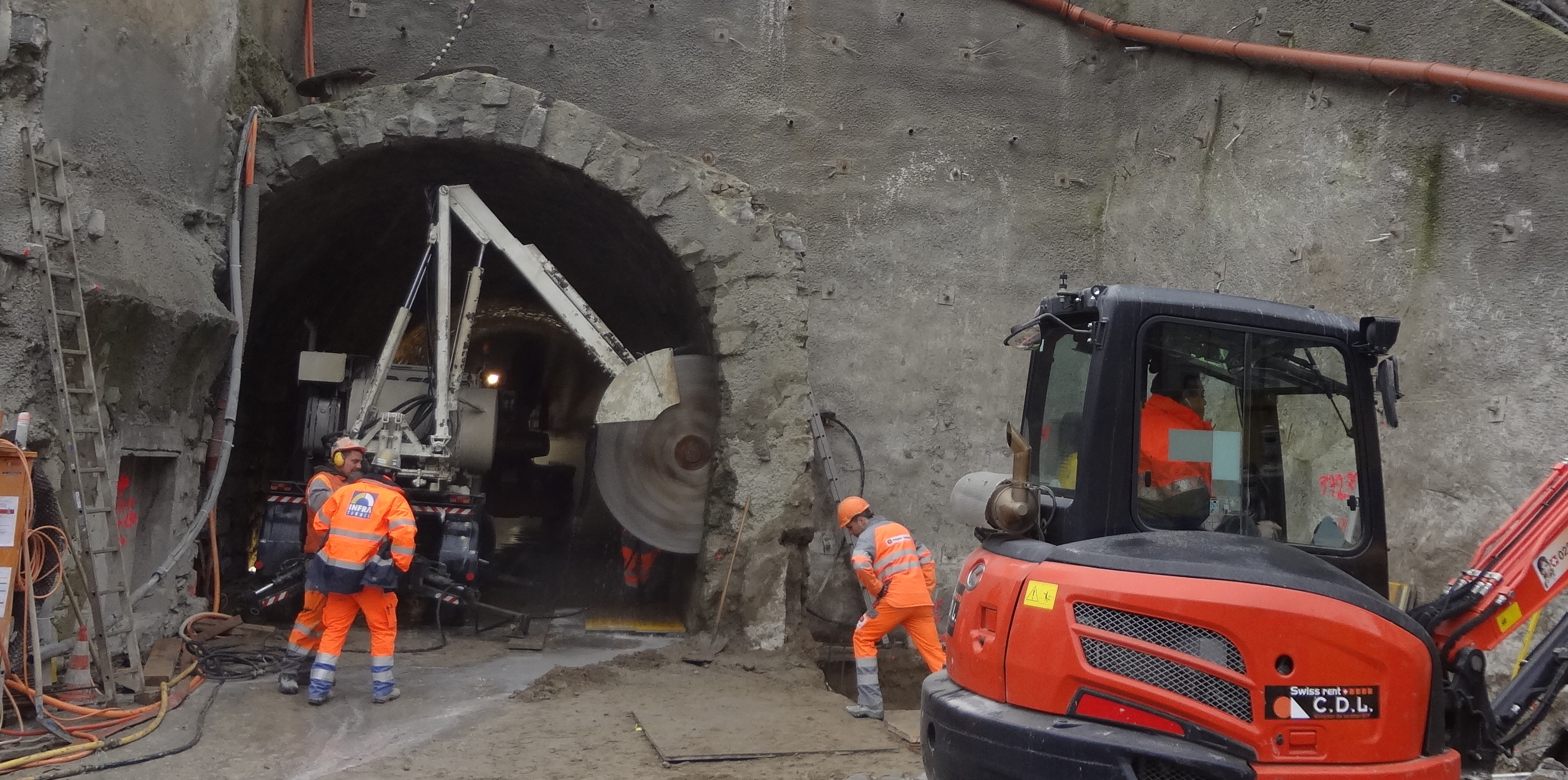
Le tunnel piéton, en février 2018.

La gare, initialement dénommée Champel-Hôpital pour sa situation à proximité des hôpitaux universitaires de Genève, est construite dans le cadre du projet CEVA. L'accès piéton qui la reliera au site Cluse-Roseraie des Hôpitaux universitaires de Genève est construit dans une ancienne cave attestée au XXe siècle qui fut utilisée comme cave à fromage jusqu'aux années 1950.
En mars 2018, le département fédéral des transports (DETEC) valide le changement de nom de la gare de Champel-Hôpital à Genève-Champel.
La création de la gare s'accompagne du réaménagement des espaces publics aux alentours avec notamment la plantation, en deux phases, de 135 arbres, des chênes de différentes espèces.

## Service des voyageurs

### Accueil

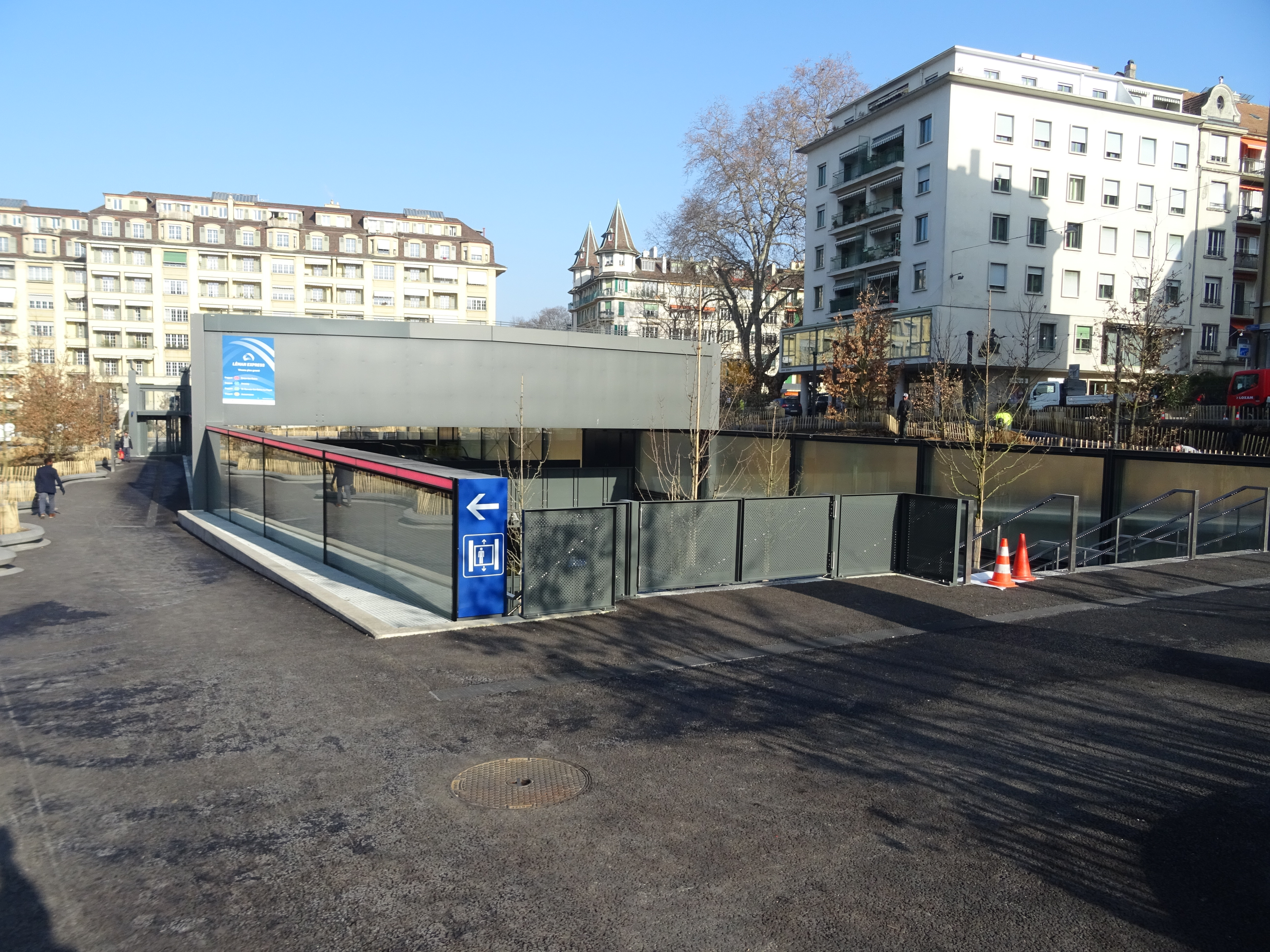
L'entrée principale de la gare.

Elle est équipée d'automates pour l'achat de titres de transport. Des aménagements, équipements et services sont à la disposition des personnes à la mobilité réduite.

### Desserte
La gare est desservie par les trains RegioExpress (RE) reliant la gare d'Annemasse à celle de Martigny, et par les trains du Léman Express qui relient la gare de Coppet aux gares d'Évian-les-Bains (L1), d'Annecy (L2), de Saint-Gervais-les-Bains-Le Fayet (L3) et d'Annemasse (L4).

### Intermodalité
Le site de la gare de Genève-Champel est desservi par trois arrêts de bus et de trolleybus des Transports publics genevois : 
- Genève-Champel, gare par lignes 3, 91 et Aérobus A6 ;
- Genève-Champel, gare/Peschier, situé à distance, par les lignes 1, 3, 5 et 20 ;
- Genève-Champel, gare/Hôpital, desservant l'entrée du tunnel piéton entre l'hôpital et la gare, par les lignes 7, 91 et Aérobus A6.